# Simon Moser
Simon Finn Valter Moser, född 5 mars 1980 i Kalmar, är en svensk programledare, journalist och dokumentärfilmsregissör. Han är uppvuxen i Boda glasbruk och har bland annat studerat vid  Dramatiska institutet i Stockholm. 
Som journalist och regissör har han bland annat jobbat med berättelsen om Regalskeppet Vasas tid på havets botten. Släktingar till Simon Moser lokaliserade Vasa under 1920-talet. Arbetet har redovisats i en radiodokumentär, Skattsökarna, och en tv-dokumentär för SVT kallad Vi ville spränga Vasa.
Tillsammans med Amanda Glans och Martin Johnson har Simon Moser startat produktionsbolaget Bastaproduktion.
Moser, har bland annat arbetat med Sveriges Radios program P3 Dokumentär där han gjorde De vita bussarna. 
Som producent har han producerat Konflikt i P1 och Godmorgon Världen. 
Moser låg bakom den uppmärksammade programserien Typo i P1 under 2012.
Han har även blivit nominerad till och vunnit flera priser, bland annat Barncancerfondens Journalistpris 2017 och Temp- short- dox, pris för bästa korta dokumentär 2016.
Han fick även ta emot ett hedersomnämnande vid den brasilianska dokumentärfilmsfestivalen It´s all True 2012. 